# 오가사와라 미쓰오
오가사와라 미쓰오(일본어: 小笠原 満男, 1979년 4월 5일, 이와테현 모리오카시 ~)는 일본의 전 축구 선수이다.

## 구단 경력
그는 1998년 J1리그의 가시마 앤틀러스에 입단했다. 2006년부터 2007년까지 메시나에서 뛰었다. 2018년후 현역 은퇴. 1998년부터 2018년까지 가시마 앤틀러스에서 525경기에 출전하여, 69득점을 넣었다. 7번의 J1리그 우승을 차지했다.

## 국가대표팀 경력
그는 1999년 FIFA 세계 청소년 축구 선수권 대회에 참가할 일본 U-20 국가대표팀에 발탁되었으며, 7경기에 출전, 준우승에 기여했다.
그는 2002년 3월 21일 우크라이나과의 경기에서 일본 국가대표팀에 데뷔했다. 2002년, 2006년 FIFA 월드컵에도 출전했다. 2004년 AFC 아시안컵 우승에 기여했다. 그는 200년까지 국제 A매치 통산 55경기에 출전, 7득점을 넣었다.

## 통계
| 일본 | 일본 | 일본 |
| 연도 | 출전 | 득점 |
| ---- | ---- | ---- |
| 2002 | 8    | 0    |
| 2003 | 8    | 0    |
| 2004 | 12   | 2    |
| 2005 | 15   | 4    |
| 2006 | 10   | 1    |
| 2007 | 0    | 0    |
| 2008 | 0    | 0    |
| 2009 | 0    | 0    |
| 2010 | 2    | 0    |
| 통산 | 55   | 7    |

## 수상 경력

### 클럽
- J1리그 - 1998, 2000, 2001, 2007, 2008, 2009, 2016
- 슈퍼컵 - 1998, 1999, 2009, 2010, 2017
- 천황배 전일본 축구 선수권 대회 - 2000, 2007, 2010, 2016
- J리그컵 - 2000, 2002, 2011, 2012, 2015
- A3 챔피언스컵 - 2003
- J리그컵 / 코파 수다메리카나 챔피언십 - 2012, 2013

### 국가대표
- 1999년 FIFA 세계 청소년 축구 선수권 대회 - 준우승
- 2004년 AFC 아시안컵 - 우승

### 개인
- 일본 전국 고등학교 축구 선수권 대회 우수선수 - 1998
- J리그 챔피언십 MVP - 2000, 2001
- AFC 1월 월간 최우수골 상 - 2001년 1월
- J리그 우수선수상 - 2001, 2002, 2003, 2004, 2005, 2008, 2009, 2010
- J리그 베스트 일레븐 - 2001, 2002, 2003, 2004, 2005, 2009
- J리그컵 MVP - 2002, 2015
- J리그 최우수선수상 - 2009
- 일본 연간 최우수선수상 - 2009
- J리그 월간 MVP - 2016년 6월